# 光復大陸設計研究委員会
光復大陸設計研究委員会（こうふくたいりくせっけいけんきゅういいんかい、繁: 光復大陸設計研究委員會）、通称：光復大陸委員会（繁: 光復大陸委員會）または光復会（繁: 光復會）は、かつて存在した中華民国総統府直轄の機関。蔣介石政権期の1954年（民国43年）11月1日に設置され、中国大陸の光復（奪還）に関する計画の研究・策定を担当していた。

## 歴史
1949年（民国38年）、第二次国共内戦で中国共産党に敗れた中華民国政府は台湾省台北市に撤退した。
1950年（民国39年）8月9日、行政院長の陳誠は行政院会議にて、大陸への反攻に関する各種方案を計画する機関として行政院設計委員会の設置を提案し、満場一致で可決された。8月16日には「行政院設計委員会組織規程」が行政院会議で可決され、12月27日、閻錫山など合計168人が設計委員に任命された。
1954年（民国43年）2月、第1期国民大会第2次会議にて、光復大陸の計画を担当する研究機関を総統府の下に設置することが提案された。7月16日、総統の蔣介石は総統令を発して「光復大陸設計研究委員会組織綱要」を定めた。11月1日、総統府直属の機関として光復大陸設計研究委員会が正式に設置され、行政院設計委員会に取って代わった。旧行政院設計委員会の委員に加え、第1期国民大会第2次会議に出席した全ての代表が委員（無給職）に、陳誠が主任委員に任命された。1955年（民国44年）5月19日には総統令によって「光復大陸設計研究委員会組織条例」が公布され、より詳細な組織構造が定められた。
1980年代に入ると両岸関係が緩和し、蔣経国政権は「武力での中国統一」という方針を徐々に弱めていった。他にも、主要な構成員である国民大会代表の人数が減少していたこともあって、光復会の規模は縮小し、存在意義を失っていった。1991年（民国80年）5月1日、李登輝政権下で「動員戡乱時期臨時条款」が廃止され、動員戡乱時期が終了した。6月30日には光復会も廃止され、光復会が担っていた業務は国家統一委員会や大陸委員会に移管された。

## 組織・業務

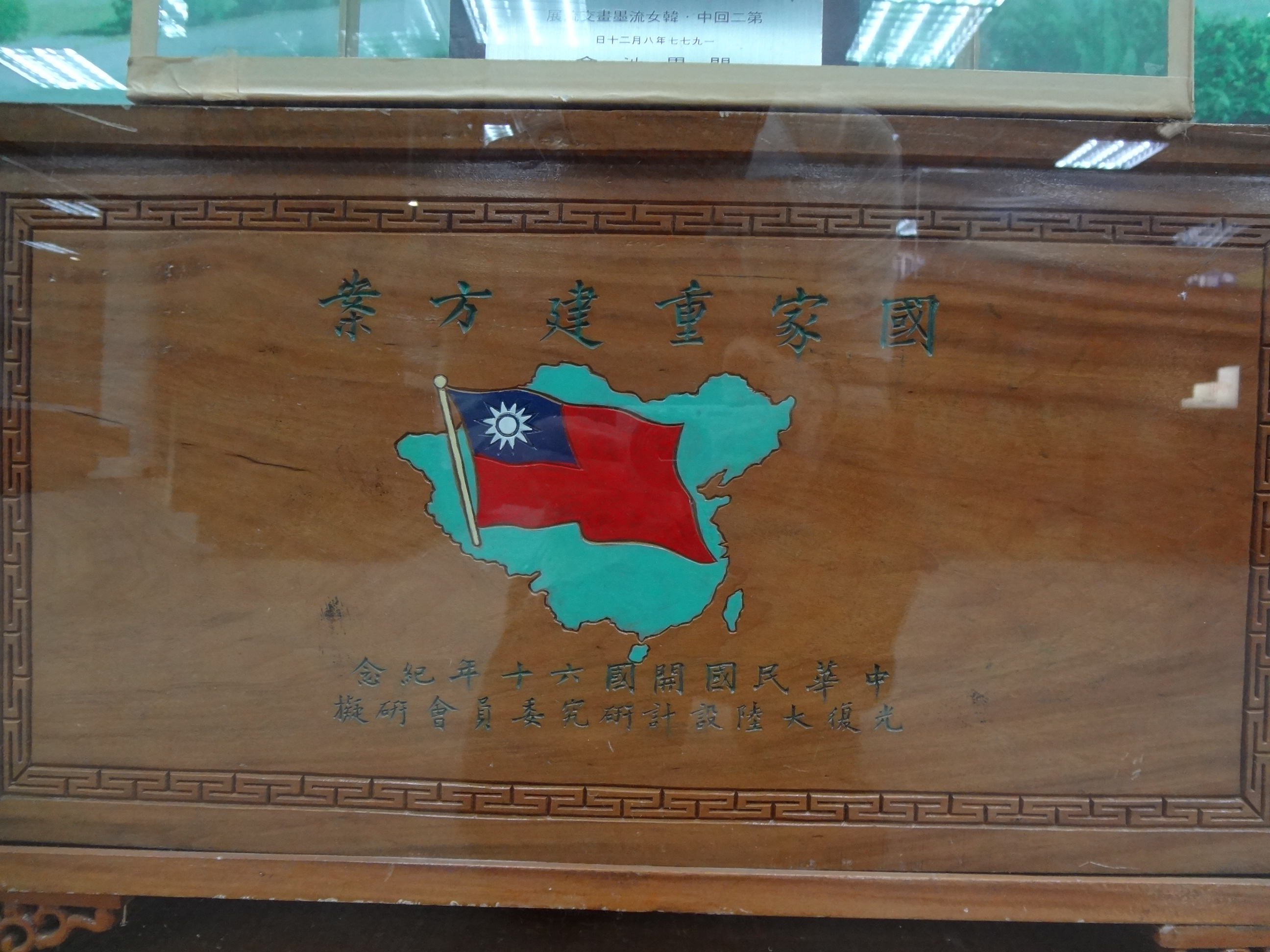
光復会が策定した「国家重建方案」は現在、国立国父紀念館の館史室に所蔵されている。

光復会の委員は全て総統によって任命され、その中からさらに主任委員1人と副主任委員2-5人が任命された。下部組織として内政組・国際関係組・軍事組・財政組・経済組・教育文化組・交通組・司法組・辺境組・僑務組が設置されて多岐にわたる分野を担い、1人の委員が複数の組を兼任することは禁止された。さらに、各組の提案を統合・調整するために総合研究組が設置された。他には秘書処・第一・二・三組・主計室・人事室・編纂委員会が設けられ、それぞれ事務を担当した。光復会は行政に直接関与する権限は有さなかったが、1950年代から1960年代にかけての最盛期には、台北市の中山堂のみならず台湾地区の各県市政府に事務所を設置していた。
光復会の主な業務は、光復大陸における総力戦の力量を発揮させる政治・経済・文化・社会など各種方案、および光復に成功した後の中国大陸における施政の方針を計画することであった。各組の会議は月に1回、総合研究組の会議は半年に1回、全体委員会議は年に1回開催され、計画の研究・策定についての議論が交わされた。これらの会議には、行政院の各部・委員会の首長や関係者、その他専門家を招集することができた。このような運営体制の下で「光復地区内政整建方案」「光復地区財政整建方案」「光復地区交通整建方案」など合計700以上の計画が策定されたが、光復大陸が実行に移されることはなく、光復会が提出した方案も全て未実行のままである。これらの計画では中国大陸の現状が分析されただけでなく、光復後の各機関の業務範囲・権限や、中央政府・各地方政府の首長名簿までもが詳細に定められていた。

### 歴代主任委員
| 代 | 氏名 | 写真 | 所属政党   | 在任期間                      |
| -- | ---- | ---- | ---------- | ----------------------------- |
| 1  | 陳誠 |      | 中国国民党 | 1954年7月16日 - 1965年3月5日  |
| 2  | 薛岳 |      | 中国国民党 | 1966年5月27日 - 1991年6月30日 |